# Sport w Olsztynie
Sport w Olsztynie – oprócz typowych walorów rekreacyjno-turystycznych, Olsztyn jest prężnie działającym ośrodkiem sportowym. W mieście działa kilkadziesiąt klubów sportowych, spośród których najpopularniejszy jest Stomil Olsztyn. Innymi utytułowanymi i powszechnie rozpoznawanymi klubami na arenie ogólnokrajowej są AZS UWM Olsztyn, Warmia Traveland Olsztyn oraz KKS Warmia Olsztyn.
Nieodzownym elementem życia sportowego w Olsztynie jest międzynarodowy, siatkarski Memoriał im. Huberta Wagnera. W latach 2003–2008 Olsztyn był również etapowym miastem kolarskiego wyścigu Tour de Pologne.
Dzięki posiadanej infrastrukturze sportowej, unikalnej lokalizacji wśród lasów i jezior oraz rozwiniętej bazie hotelowej, Olsztyn jest miejscem zgrupowań wielu kadr i reprezentacji sportowych.
W mieście znajduje się również Muzeum Sportu im. Mariana Rapackiego. 

## Infrastruktura sportowa w Olsztynie

### Stadiony
- Stadion OSiR w Olsztynie
- Stadion KKS Warmii Olsztyn
- Stadion Gwardii Olsztyn
- Stadion AZS UWM
- Stadion Leśny
- Olimpijski Stadion Rugby (w budowie)[1]

### Hale sportowe
- Hala Urania
- Hala w Kortowie

### Baseny i kąpieliska
- Wodne Centrum Rekreacyjno - Sportowe „Aquasfera” OSiR, al. Piłsudskiego 69b
  - pływalnia olimpijska o wymiarach 50 na 25 m z trybuną na 1,5 tys. widzów
  - basen mały do nauki pływania i dla dzieci
- Kryte pływalnie wchodzące w skład Zespołów Krytych Obiektów Sportowych Ośrodka Sportu i Rekreacji (OSiR)
  - ul. Głowackiego 27, pomiędzy olsztyńskim planetarium a obserwatorium (zburzony)[2]
    - basen duży o wymiarach 25 m x 12,5 m
    - basen mały o wymiarach 10 m x 4 m

  - ul. Lengowskiego 19, obok Szkoły Podstawowej nr 10
    - basen pływacki o wymiarach 25 m x 8 m
- Kryta pływalnia przy OSW im. J. Rusieckiego, ul. Bydgoska 33
  - basen pływacki o wymiarach 25 × 10,5 m
- Kryta pływalnia wchodząca w skład Akademickiego Centrum Sportowego UWM, ul. Tuwima 6 
  - basen duży o wymiarach 25 × 21 m
  - basen mały do nauki pływania i dla dzieci o wymiarach 12,5 × 6 m

- Plaża Miejska nad jeziorem Ukiel (Krzywym), ul. Jeziorna 8
- Kąpielisko strzeżone jeziorem Skanda, ul. Plażowa

### Ośrodki jeździeckie
- Ośrodek jeździecki Uniwersytetu Warmińsko-Mazurskiego, ul. Słoneczna 51a
- Ośrodki prywatne, tj.: Rancho Mustang, Stajnia Marengo, Stajnia Janusza Kojrysa, Stajnia Janczary, Pan Tadeusz

### Boiska
- Pełnowymiarowe boisko piłkarskie ze sztuczną nawierzchnią przy Szkole Podstawowej nr 18
- Boisko piłkarskie na osiedlu Pieczewo zarządzane przez olsztyński OSiR (w sezonie letnim)
- Boisko piłkarskie ze sztuczną nawierzchnią przy OSW im. J. Rusieckiego, ul. Bydgoska 33
- Boisko do koszykówki przy hali Urania zarządzane przez OSiR (w sezonie letnim)

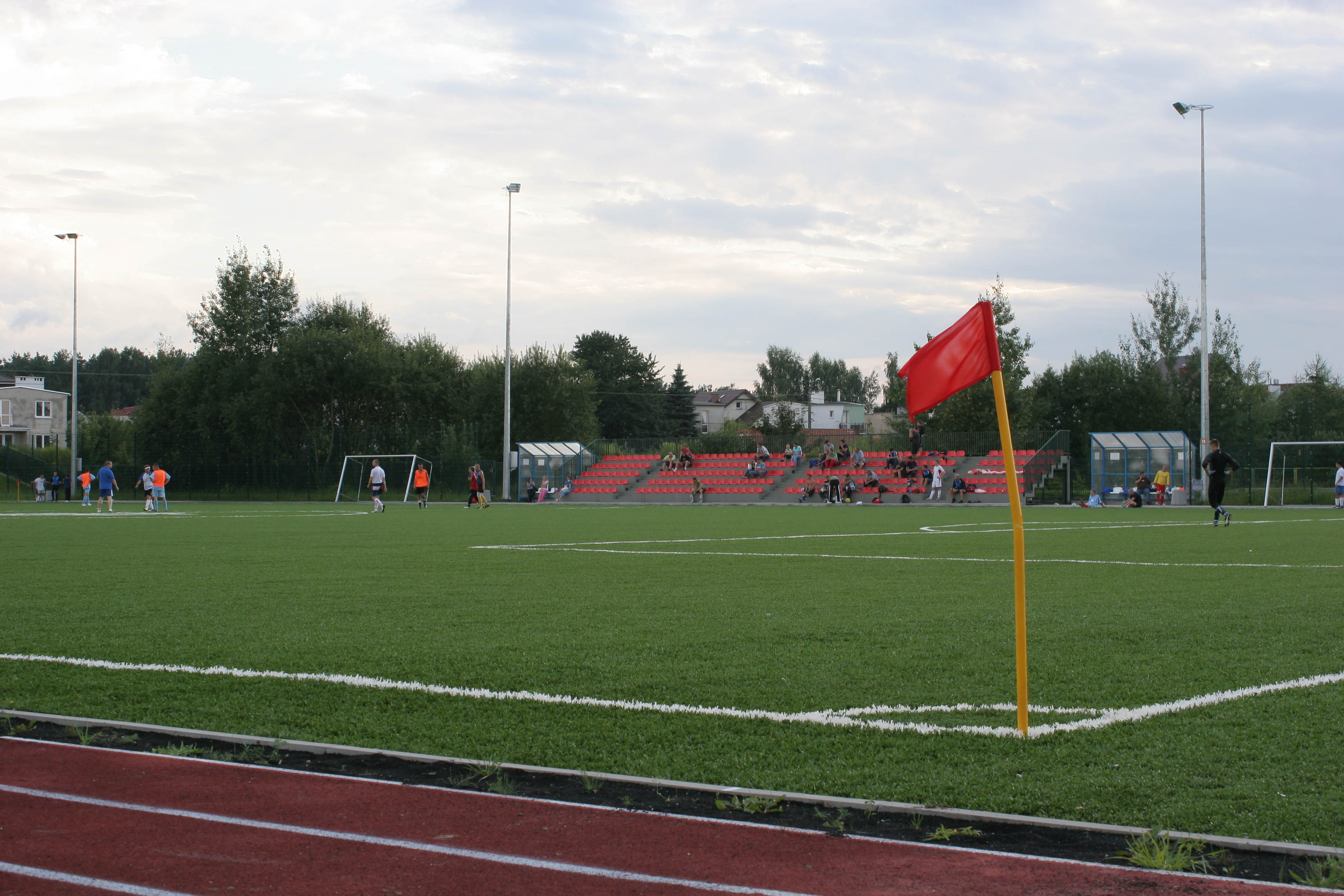
Boisko piłkarskie ze sztuczną nawierzchnią przy Szkole Podstawowej nr 18

#### Orliki 2012
- Kompleks boisk przy Gimnazjum nr 6, ul. Jagiellończyka (styczeń 2009)
- Kompleks boisk przy Szkole Podstawowej nr 9, ul. Zamenhofa 14 (23 października 2009)
- Kompleks boisk przy Szkole Podstawowej nr 30, ul. Pieczewska 10 (23 października 2009)

W następnych edycjach programu „Moje boisko – Orlik 2012” planowane jest zgłoszenie budowy boisk przy Szkole Podstawowej nr 3, Szkole Podstawowej nr 19, Szkole Podstawowej nr 22 oraz przy Zespole Szkół Elektroniczno-Telekomunikacyjnych.

### Korty tenisowe
(Tylko większe zespoły kortów)
- TKKF Skanda
- Korty Centrum Tenisowego

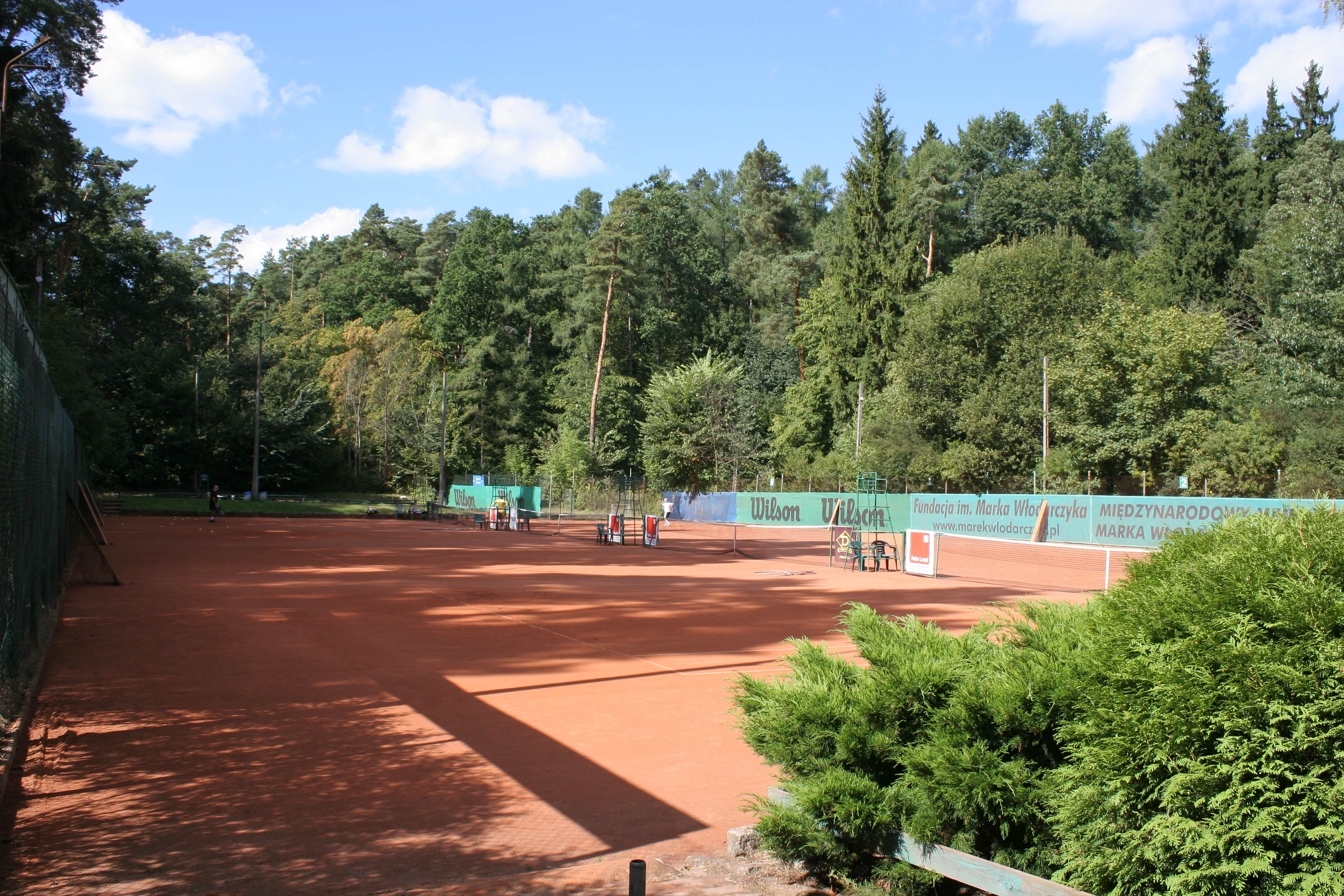
Zespół kortów tenisowych w Jakubowie

- Zespół kortów tenisowych w Jakubowie
- dwa zespoły kortów w Kortowie
- Olsztyński Klub Tenisowy "Jodłowa"

### Inne obiekty

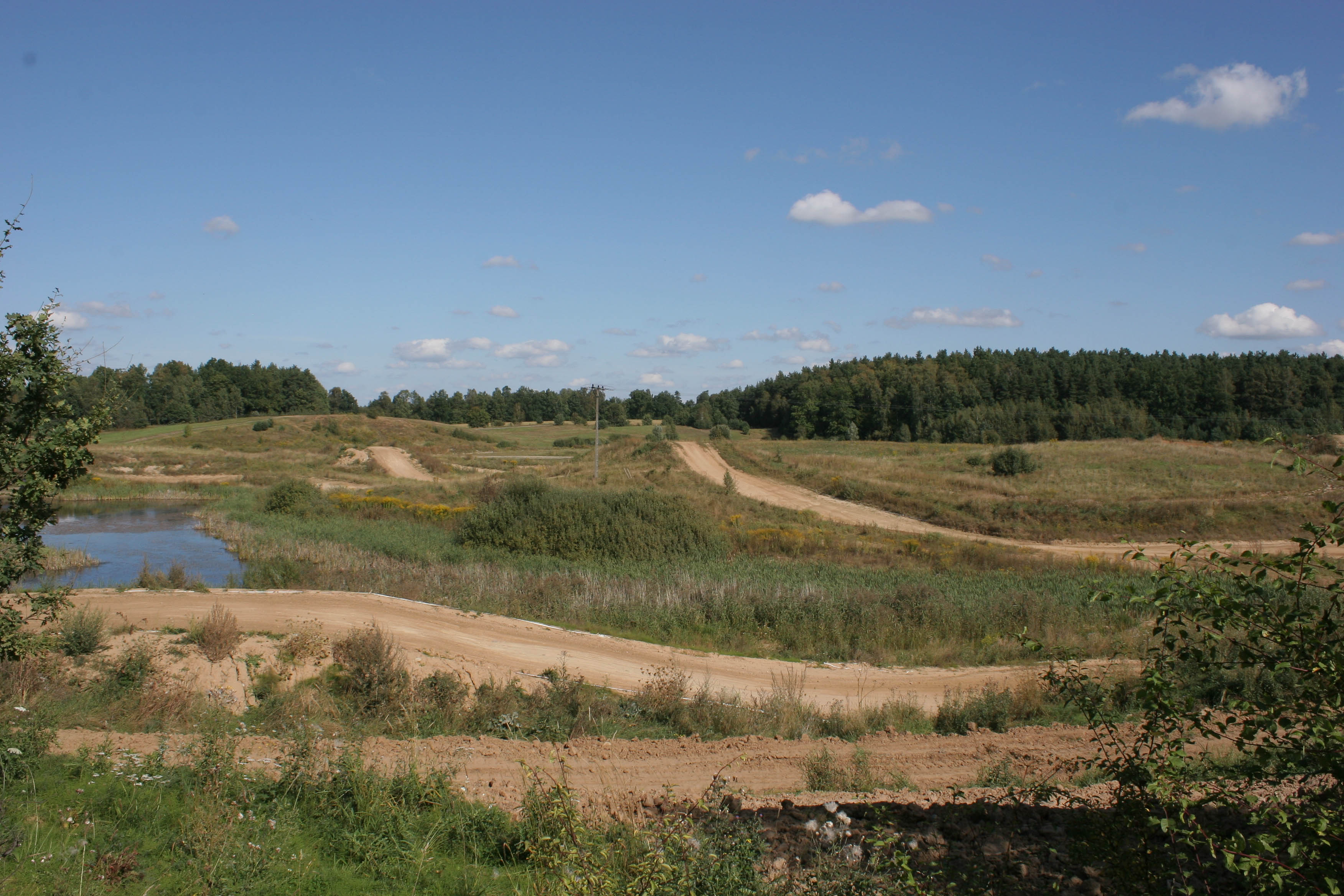
Tor motocrossowy przy ulicy Lubelskiej

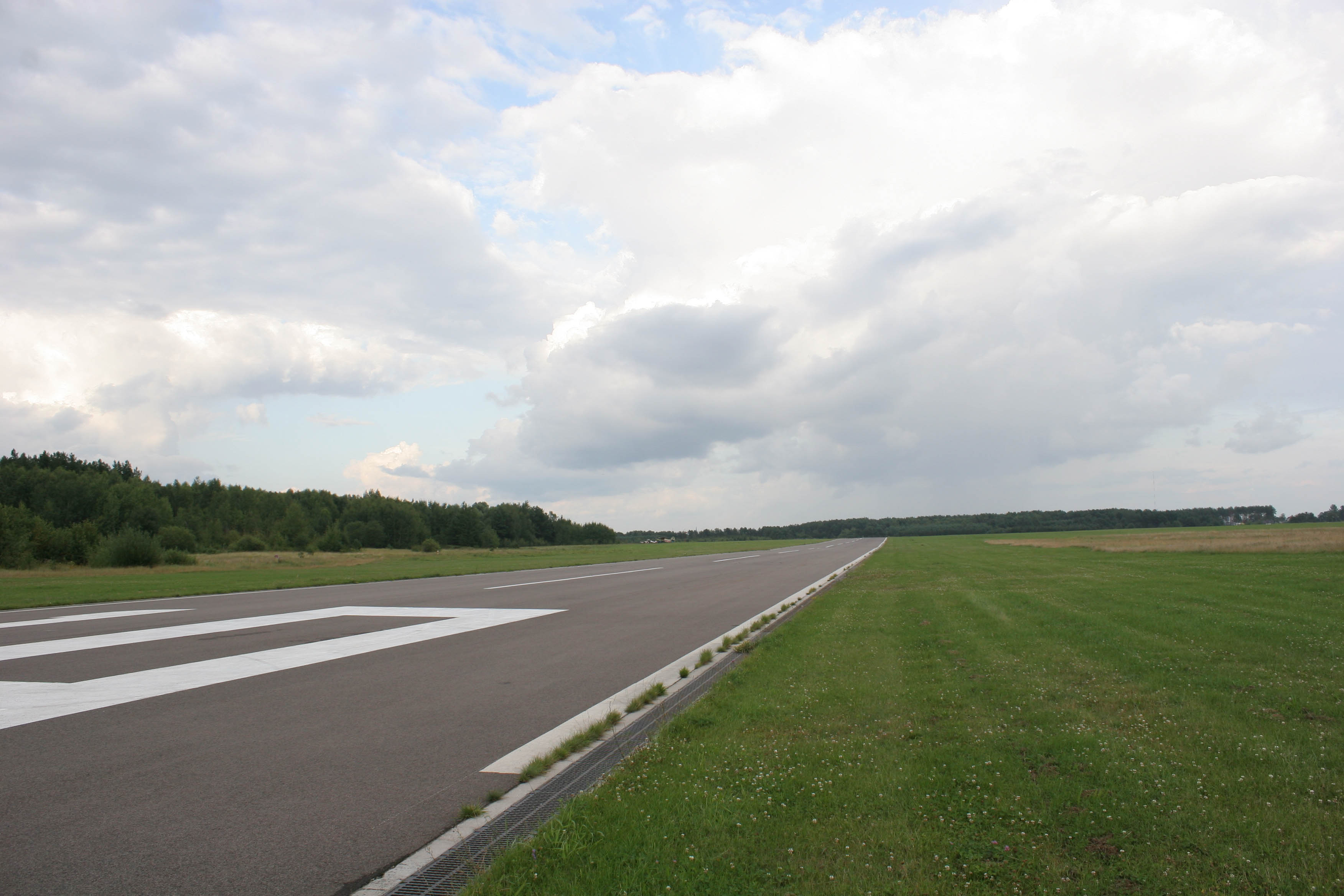
Pas startowy na lotnisku Aeroklubu Warmińsko-Mazurskiego

- Lodowiska przy Hali Urania i na osiedlu Pieczewo (w sezonie zimowym)
- Ogród jordanowski na os. Jaroty
- Przystań wodna, ul. Jodłowej 9A
- Kręgielnia, ul. Kromera 3
- Tor motocrossowy, ul. Lubelska
- Lotnisko Olsztyn-Dajtki – lotnisko Aeroklubu Warmińsko-Mazurskiego
- Korty do squasha w OSW im. J. Rusieckiego, ul. Bydgoska 33

## Kluby sportowe według dyscyplin

### Aikido
- Masa Katsu i Seidokan Dojo – AAI-Polska

### Badminton

Wnętrze hali sportowej KKS Warmia

- Kolejowy KS Warmia Olsztyn

### Brydż sportowy
- Apotex-Exit Olsztyn
- AZS Kotarbiński Olsztyn
- AZS UWM Olsztyn
- Gazeta Olsztyńska Olsztyn
- Geosta Olsztyn
- Kasyno Olsztyn
- Premar Kasyno OSBS Olsztyn
- UKS Sukces Olsztyn
- Warmia i Mazury Olsztyn
- ZLK Olsztyn
- ZZBS-07 Olsztyn

### Gimnastyka sportowa
- Towarzystwo Gimnastyczno-Sportowe Olsztyn – gimnastyka kobiet

### Jeździectwo
- AZS UWM Olsztyn

### Judo
- TS Gwardia Olsztyn
- UKS Rekord Olsztyn
- UKS Spartakus Olsztyn
- W-M MUKS Wiktoria Olsztyn

### Kajakarstwo
- KSC Olsztyn
- OKSW Olsztyn

### Karate
- Olsztyński Klub Kyokushin Karate
- AZS UWM Olsztyn

### Kolarstwo

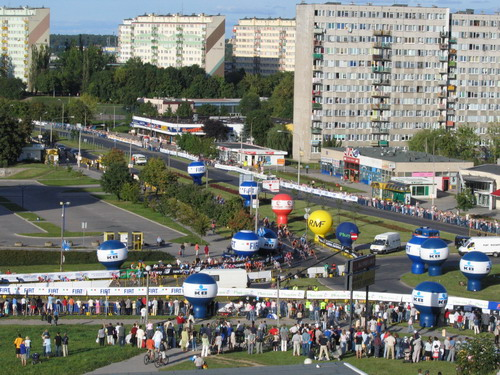
etap Tour de Pologne w Olsztynie

- Luks Art-Print Olsztyn (szosa, tor, short track)
- Warmiński Klub Rowerowy Fan (szosa, MTB)

Olsztyn czterokrotnie został uznany najlepszym miastem etapowym kolarskiego wyścigu Tour de Pologne w latach 2003–2006.

### Lekkoatletyka
- AZS UWM Olsztyn
- LUKS Olsztyn
- Amatorski Klub Maratończyka

Na Stadionie Leśnym 5 sierpnia 1960 roku Józef Szmidt wynikiem 17,03 ustanowił rekord świata w trójskoku, jako pierwszy przekraczając granicę 17 metrów.

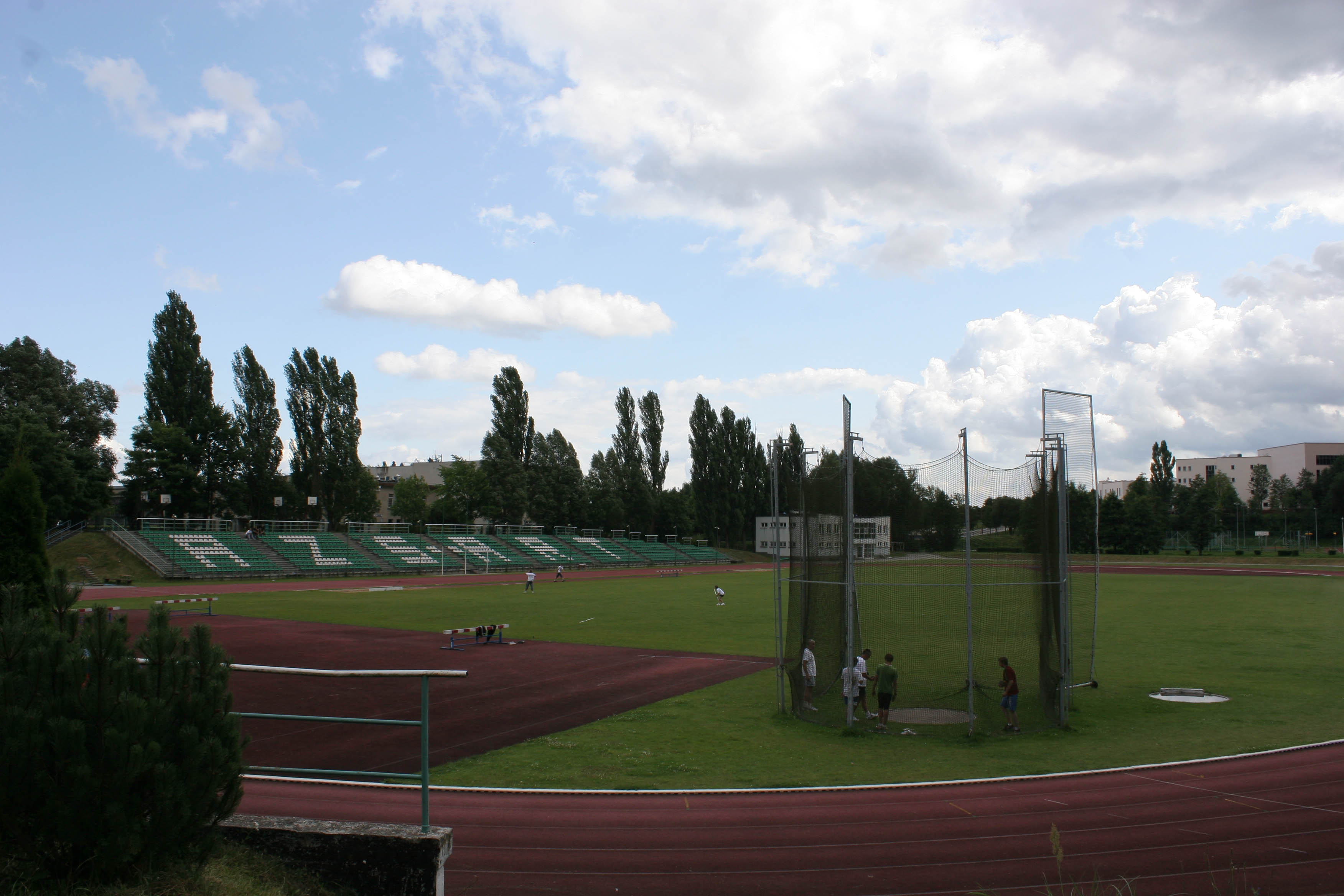
Stadion UWM w Olsztynie

### Koszykówka
- AZS UWM Trójeczka Olsztyn
- Koszykarski KS Olsztyn
- Telekomunikacyjny Klub Sportowy Łączność Olsztyn
- UKS Lotos Olsztyn
- UKS Skanda-Basket Olsztyn
- UKS Trójeczka Olsztyn

### Piłka nożna

#### Historia i wydarzenia
Pierwszy oficjalny mecz piłkarski w Olsztynie odbył się 15 lipca 1945 roku na dzisiejszym stadionie Gwardii. Wówczas naprzeciwko siebie stanęły drużyny kolejarzy i pracowników spółdzielni Społem. Mecz ten dał początek dwóm pierwszym w mieście organizacjom sportowym: Kolejowemu Klubowi Sportowemu (dzisiaj Warmia) i Olsztyńskiemu Klubowi Sportowemu (Stomil, obecnie OKS 1945).
24 czerwca 1989 roku na stadionie OSiR-u odbył się finałowy mecz Pucharu Polski pomiędzy Jagiellonią Białystok a Legią Warszawa. W spotkaniu, które obejrzało ok. 20 tysięcy kibiców, zwyciężył 5:2 zespół ze stolicy.
24 września 1997 roku również na stadionie, gdzie obecnie swe mecze rozgrywa Stomil Olsztyn (piłka nożna), rozegrano towarzyski mecz międzypaństwowy, w którym spotkały się ze sobą reprezentacje Polski i Litwy. Spotkanie zwyciężyła 2:0 drużyna gospodarzy. Bramki dla biało-czerwonych uzyskali Cezary Kucharski i Wojciech Kowalczyk.

#### Kluby
- Stomil Olsztyn (piłka nożna) – klub założony w 1945 roku. Największe sukcesy święcił w II połowie lat 90. (6. miejsce w I lidze w sezonie 1995/1996) jako Stomil Olsztyn. Przez 8 sezonów występował w najwyższej klasie rozgrywkowej w Polsce. Obecnie (sezon 2024/2025) występuje w rozgrywkach III ligi, gr. I (IV poziom rozgrywkowy), której mecze klub rozgrywa na stadionie OSiR-u.
- OKS Stomilowcy Olsztyn – klub założony w 6 czerwca 2005 r. przez kibiców upadłego klubu OKS Stomil Olsztyn. Od sezonu 2011/2012 klub nie występuje w rozgrywkach seniorskich.
- Koleżeński KS Warmia Olsztyn – klub założony w 1945 roku. Największe sukcesy święcił w latach 50. (5. miejsce w II lidze w 1952 roku) jako ZS Kolejarz Olsztyn. Obecnie (sezon 2024/2025) w klasie A, grupie warmińsko-mazurskiej III.
- UKS Naki Olsztyn – klub w sezonie 2024/2025 występuje w klasie okręgowej, gr. warmińsko-mazurskiej I.
- Klub Piłkarski Kormoran
- FC Iglos Olsztyn
- Stranieri Olsztyn

### Piłka ręczna
- Warmia Traveland Olsztyn – męski klub występujący w sezonie 2024/2025 w I lidze (III poziom rozgrywkowy). Swoje mecze rozgrywa w Hali Urania.
- UKS Szczypiorniak Olsztyn
- UKS Olsztyniak

### Piłka siatkowa

#### Wydarzenia

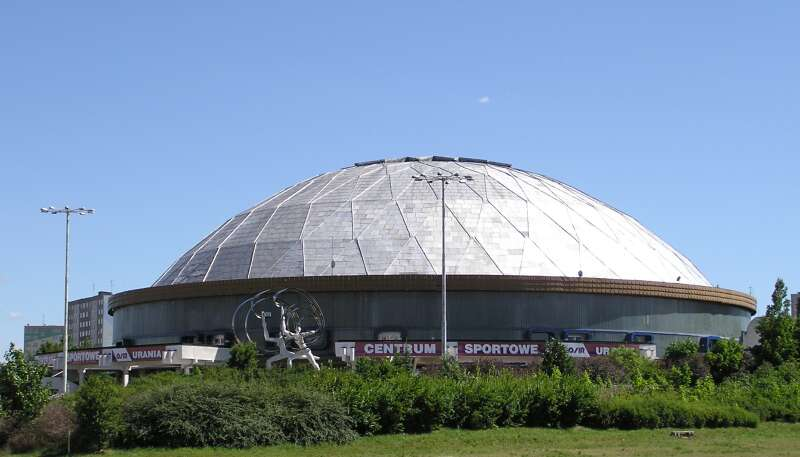
Hala Urania

Od roku 2003 w olsztyńskiej Hali Urania rozgrywany był Memoriał im. Huberta Wagnera, w którym do udziału zapraszane są reprezentacje krajów z całego świata. Obecnie lokalizacja memoriału ma charakter rotacyjny.

#### Kluby
- AZS UWM Olsztyn – klub założony w 1950 roku. Pięciokrotny zdobywca Mistrzostwa Polski oraz siedmiokrotny triumfator Pucharu Polski. Swe sukcesy święcił również na arenie międzynarodowej. Obecnie w Polskiej Lidze Siatkówki, której mecze rozgrywa w Hali Urania.
- AZS UWM Olsztyn II klub męski; obecnie w II lidze w grupie 3.
- UKS Warmiss Volley Olsztyn – klub kobiecy. Obecnie w II lidze w grupie 3, jako Warmiss Volley Olsztyn.
- W-M MUKS Wiktoria Olsztyn – klub kobiecy
- UKS Piątka Olsztyn – klub kobiecy
- UKS Absolwent Sport-Club Olsztyn
- KPS CST Consulting Choroszcza Olsztyn - klub męski; obecnie w III lidze

### pływanie
- Miejskie Towarzystwo Pływackie Kormoran

Kryty basen przy ul. Lengowskiego w Olsztynie

Kryty basen przy ul. Głowackiego w Olsztynie (zburzony)

- SwimLand Olsztyn

AZS UWM Olsztyn - sekcja pływacka

### Rajdy samochodoweiMotocross
- Automobilklub Warmińsko-Mazurski
- Karting Klub Olsztyn
- Motoklub Olsztyn
- Olsztyński Klub Motorowy
- Olsztyński Klub Rajdowy

### Rugby
- Rugby Team Olsztyn - występuje w rozgrywkach II ligi rugby XV
- MKS Rugby Olsztyn – w rozgrywkach I ligi w sezonie 2008/09 występował jako WMPD Rugby Olsztyn

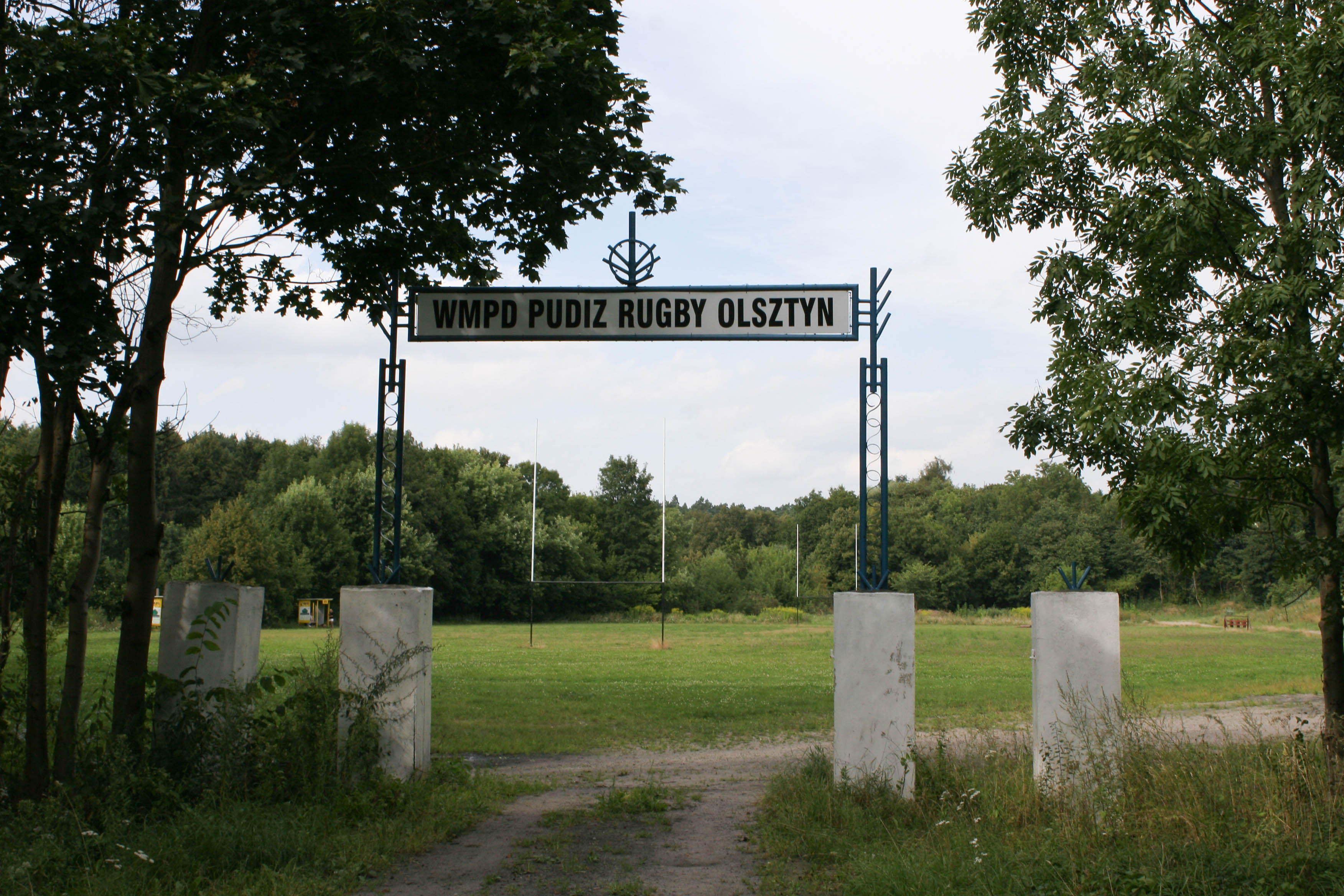
stadion WMPD Rugby Olsztyn

### Szermierka
- UKS Hajduczek Olsztyn
- UKS Riposta Olsztyn

### Szachy
- AZS UWM Olsztyn
- Kolejowy KS Warmia Olsztyn
- OKS WiM Olsztyn
- UKS Trzydziestka Olsztyn

### Taekwondo
- ITF – taekwondo nieolimpijskie
  - Spółdzielczy KS Start Olsztyn
- WTF – taekwondo olimpijskie
  - AZS UWM Olsztyn
  - AZS OŚ Olsztyn
  - Spółdzielczy KS Start Olsztyn

### Taniec
- Klub Tańca "MUZA" Olsztyn
- Klub Tańca Altman
- Klub Tańca Sportowego Power Dance
- Olsztyńskie Stowarzyszenie Tańca Sportowego
- Szkoła Mistrzów Tańca Pavlović

- Taneczny Klub Sportowy Arkadia w Olsztynie

### Tenis ziemny

znaczek klubu na kamieniu przed wejściem na korty OKT Jodłowa Olsztyn

- KS Budowlani Olsztyn
- OKT Jodłowa Olsztyn
- Olsztyńskie Towarzystwo Tenisowe
- UKS Absolwent Olsztyn

### Triathlon
- Triathlon Team Dago

### Zapasy
- KS Budowlani Olsztyn – styl klasyczny i wolny

### Żeglarstwo
- AZS UWM Olsztyn
- KS Budowlani Olsztyn
- Kolejowy KS Warmia Olsztyn
- Klub Żeglarski Nenufar
- Klub Turystyki Żeglarskiej Azymut
- Miejski Klub Jachtowy Żagiel
- Pałac Młodzieży

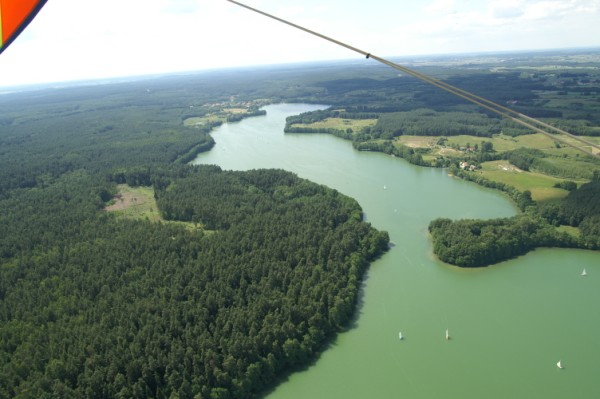
Jezioro Ukiel w Olsztynie

- Stowarzyszenie Żeglarskie Spinaker w Olsztynie
- Yacht Klub Polski w Olsztynie
- Nauticus Yacht Club Olsztyn

### Inne
- Aeroklub Warmińsko-Mazurski
- Akademicki Klub Płetwonurków Skorpena
- Darta "American-Dart" w Olsztynie
- Klub Darta Sportowego Darthera w Olsztynie
- Integracyjny Klub Sportowy „Solidarność” SONS
- Klub Sportowy Pojezierze w Olsztynie
- Klub Strzelectwa Myśliwskiego Leśnik w Olsztynie
- Klub Wysokogórski
- Miejski Olsztyński Klub Sportowy Stomil
- Ognisko TKKF Skanda
- Olsztyński Klub Sportowy
- Olsztyński Policyjny Klub Sportowy Gwardia
- Polska YMCA Ognisko

## Inne organizacje sportowe w Olsztynie
- Olsztyńskie Stowarzyszenie Sympatyków Judo
- Stowarzyszenie na Rzecz Rozwoju Młodzieżowych Sportów Wodnych Juvenia
- Stowarzyszenie na Rzecz Rozwoju Piłki Nożnej Na Warmii i Mazurach
- Warmińsko-Mazurskie Stowarzyszenie Tańca Sportowego
- Warmińsko-Mazurskie Wodne Ochotnicze Pogotowie Ratunkowe
- Warmińsko-Mazurski Klub Olimpijczyka

## Kluby i organizacje sportowe osób niepełnosprawnych
- Wojewódzkie Stowarzyszenie Rugby Na Wózkach
- Zrzeszenie Sportowe Niepełnosprawnych Start w Olsztynie

## Związki sportowe z siedzibą w Olsztynie
- Polski Związek Wędkarski – okręg w Olsztynie
- Warmińsko-Mazurska Rada PKOl.
- Warmińsko-Mazurski Okręgowy Związek Brydża Sportowego w Olsztynie (www)
- Warmińsko-Mazurski Związek Lekkiej Atletyki (www)
- Warmińsko-Mazurski Związek Koszykówki (www)
- Warmińsko-Mazurski Szkolny Związek Sportowy w Olsztynie (www)
- Warmińsko-Mazurski Okręgowy Związek Pływacki